# Mlha (film, 2007)
Mlha (v anglickém originále The Mist) je americký vědeckofantastický hororový film z roku 2007. Film režíroval Frank Darabont.

## Děj
Bridgton ve státě Maine zasáhne silná bouřka, v jejímž důsledku spadne strom na dům umělce Davida Draytona (Thomas Jane), jeho ženy Stephanie (Kelly Collins Lintz) a jejich osmiletého syna Billyho (Nathan Gamble) na břehu jezera. Když druhý den ráno obhlížejí škody, všimnou si, že nad jezerem se začala vznášet podivná hustá mlha. David a Billy odjíždějí se sousedem Brentem Nortonem (Andre Braugher) do města nakoupit zásoby v místním supermarketu.
Během nákupu zákazníci zahlédnou z výlohy, jak se ulicí řítí policejní auta. Do obchodu vtrhne vyděšený místní obyvatel Dan Miller (Jeffrey DeMunn) a varuje před neznámým podivným nebezpečím číhajícím v mlze. Náhle se rozezní varovná siréna, načež vedoucí obchodu Ollie Weeks (Toby Jones) a Bud Brown (Robert Treveiler) supermarket uzavřou. Mlha okamžitě obklopí budovu prodejny. V reakci na uzamčení prodejny začne jedna ze zákaznic (Melissa McBrideová) panikařit a začne žádat zaměstnance, aby ji pustili ze supermarketu ven, protože má doma dvě osamocené nezletilé děti. Žádosti zaměstnanci uposlechnou a ženu pustí ven. Zbytek zákazníků zůstává v prodejně.
David Drayton následně odchází do skladu supermarketu, kde ucítí zápach, který ho zavede ke nouzovému generátoru obchodu vydávajícímu kouř. David generátor vypne, čímž zhasnou všechny lampy a vypnou se chladicí regály v prodejně. Mezitím zaslechne podivný třískot na kovová vrata prodejny. Několik mužů se vydává spolu s Davidem do skladu, kde si uvědomí, že kouř u generátoru může být způsobem ucpáním vývodu generátoru. Po menší hádce mužů se mladý zaměstnanec supermarketu, Norm (Chris Owen), vydá skrze vrata ven se záměrem vývod a generátor opravit. Náhle ho ale popadnou podivná chapadla, která ho začnou táhnout ven do mlhy. Muži se pokusí Norma zatáhnout zpět do budovy, ale Norm je nakonec usmrcen a strhnut ven. Ve skladě po něm zůstane pouze kus chapadla a louže krve.
Po této události se vydávají muži ze skladu zpět do prodejny, kde přesvědčí ostatní lidi, aby zabarikádovali výlohy obchodu. Náboženská fanatička, Paní Carmodyová (Marcia Gay Harden) začne ale kázat o blížícím se Armagedonu. Naopak Brent Norton nevěří nebezpečí v mlze a s malou skupinkou dalších lidí opouští obchod se záměrem vyhledat pomoc. Skupina však zmizí pryč a jediné, co po ní zbyde, je zakrvácené lano a pár dolních končetin oddělených od těla.
David se začne bavit s několika lidmi v obchodě, včetně Amandy Dunfreyové (Laurie Holdenová) a Irene Repplerové (Frances Sternhagen), dvou místních učitelek, které se dostaly do konfliktu s Carmodyovou kvůli jejímu náboženskému pohledu na probíhající katastrofu. Amanda nosí v kabelce revolver a předá ho Olliemu, který je bývalým regionálním mistrem ve střelbě. S příchodem noci se k výlohám obchodů přihrne obrovský podivný létající hmyz, který je přitahován světly v prodejně, a po nich se objeví tvorové podobní pterodaktylům. Jeden z dravců rozbije okno a pustí oba druhy dovnitř. V nastalé panice jsou dva lidé zabiti a další utrpí smrtelné popáleniny při pokusu o spálení hmyzu. Mezitím je Carmodyová zázračně ušetřena hmyzem, což ji přesvědčí, aby horlivěji oslavovala boha a získala stoupence mezi přeživšími.
Dalšího dne se skupina vedená Davidem rozhodne, že se vydá do sousední lékárny kvůli lékům pro jednoho z přeživších, Joa (Jackson Hurst), který je potřebuje pro přežití. Když skupina dorazí do lékárny, je napadena obřími pavouky, kteří dva muže zabijí a skupina je nucena ustoupit. Carmodyová využije tohoto neúspěchu k šíření svého slova a upevní svou moc jednak nabídkou ochrany před božím hněvem, jednak svedením celého nebezpečí a smrtí na její odpůrce.
Další den začne skupina kolem Davida řešit zmizení dvou vojáků místní vojenské základny. Naleznou je ve skladě, kde oba předtím spáchali sebevraždu uškrcením. Třetí voják, svobodník Wayne Jessup (Sam Witwer), je davem vedeným Carmodyovou přinucen přiznat vše, co o mlze a všem kolem ní ví. Ten prozradí, že na základně probíhal vládní projekt věnující se cestování mezi dimenzemi a vědci účastní projektu omylem otevřeli do našeho světa bránu živočichům z jiné dimenze. Stoupenci Carmodyové se rozhodnou obětovat Jessupa bohu za svou ochranu, takže ho nejdříve několikrát bodnou a následně vyhodí na parkoviště před prodejnou. Jessupa následně sežere obří tvor podobný kudlance nábožné.
Další den se skupina spolu s Davidem rozhodne opustit obchod a utéct pryč. Při útěku je však Carmodyová zastaví. Skupina kolem ní se rozhodla obětovat bohu další oběť, tentokrát malého Billyho. Když se dav vrhne na Amandu a Billyho, Ollie začne ve strachu střílet a Carmodyovou zabije. Vystrašení přeživší pak nechají skupinu opustit prodejnu. Skupina se rozeběhne parkovištěm k Davidovu autu, jenže jejich útěk přeruší opět obří hmyz. Ollieho sežere obří kudlanka, další dva lidé jsou zabiti pavouky z lékárny. Bud se ve strachu rozeběhne zpět do supermarketu, kam ho naštěstí zákazníci uvnitř pustí. David, Billy, Dan, Amanda a Irene se dostanou do Davidova auta a rozjedou se pryč od supermarketu.
Pětice v automobilu dojede skrze mlhu k Davidovu zcela zničenému domu, kde naleznou mrtvou Stephanii. Rozhodnou se odjet z města, co nejdál možno. Při jízdě míjejí opuštěné automobily a školní autobus s mrtvou dívkou uvnitř. Náhle překročí automobil obří šestinohé stvoření. Pětice pokračuje v jízdě dál, ale vůz se nakonec zastaví, protože mu dojde palivo. Zoufalá čtveřice dospělých se rozhodne, protože nevidí žádné jiné východisko, že spáchají hromadnou sebevraždu. David vyndá Amandin revolver se čtyřmi posledními náboji. Všichni si uvědomí, že tak mohou spáchat sebevraždu pouze čtyři z nich a jeden tedy přežije. David převezme iniciativu a postupně zastřelí všechny čtyři lidi v autě s myšlenkou, že sebe nechá zabít příšerou venku. Když vystoupí z vozu, mlha se náhle rozptýlí a tím je Davidovi odhalena kolona americké armády, která začala likvidovat nestvůry a obnovovat řád a pořádek. Náhle kolem projíždí transport všech přeživších včetně ženy, která na začátku odešla z obchodu za svými nezletilými dětmi. David si pak uvědomí, že pětice v automobilu byla jen kousek od záchrany a že právě úplně zbytečně zabil tři dospělé a vlastního syna. V zoufalství David padá na kolena a začne křičet.

## Obsazení
| Thomas Jane         | David Drayton – malíř, otec Billyho Draytona                                                 |
| Marcia Gay Harden   | Paní Carmodyová – náboženská fanatička, která připisuje události Bohu                        |
| Laurie Holdenová    | Amanda Dunfreyová – nová učitelka na místní škole, nosí vždy při sobě revolver               |
| Andre Braugher      | Brent Norton – advokát z velkoměsta, Davidův soused                                          |
| Toby Jones          | Ollie Weeks – vedoucí prodávač v supermarketu, bývalý střelec                                |
| William Sadler      | Jim Grondin – bojovný a slabomyslný mechanik                                                 |
| Jeffrey DeMunn      | Dan Miller – obyvatel městečka, který se v supermarketu usídlí při útěku před hrozbou v mlze |
| Frances Sternhagen  | Irene Repplerová – starší učitelka, Amandina kolegyně                                        |
| Sam Witwer          | svobodník Wayne Jessup – voják místní vojenské základny                                      |
| Alexa Davalos       | Sally – pokladní a Billy slečna na hlídání                                                   |
| Nathan Gamble       | Billy Drayton – osmiletý syn Davida Draytona                                                 |
| Chris Owen          | Norm – mladý skladník supermarketu                                                           |
| Robert Treveiler    | Bud Brown – vedoucí supermarketu                                                             |
| David Jensen        | Myron LaFleur – mechanik, spolupracovník Jima                                                |
| Melissa McBrideová  | zákaznice, která opustila supermarket kvůli svým nezletilým dětem                            |
| Andy Stahl          | Mike Hatlen – zákazník supermarketu na straně Davida                                         |
| Buck Taylor         | Ambrose Cornell – zákazník supermarketu na straně Davida                                     |
| Juan Gabriel Pareja | Morales – voják místní vojenské základny                                                     |
| Walter Fauntleroy   | Donaldson – voják místní vojenské základny                                                   |
| Brandon O'Dell      | Bobby Eagleton – zákazník supermarketu na straně Davida                                      |
| Jackson Hurst       | Joe Eagleton – Bobbův bratr, potřebuje léky                                                  |
| Susan Watkins       | Hattie Turmanová – místní realitní makléřka                                                  |
| Mathew Greer        | Silas – zákazník supermarketu na straně Brenta                                               |
| Kelly Collins Lintz | Stephanie Drayton – Davidova manželka a Billyho máma                                         |
| Ron Clinton Smith   | Pán Mackey – supermarketový řezník                                                           |
| Amin Joseph         | příslušník vojenské policie                                                                  |